# Glenr
Indenfor nordisk mytologi er Glenr eller Glen (Norrønt: "skyåbning") ægtemand til gudinden Sol. Sol kører hver dag over himlen i solvognen trukket af de to heste Alsin og Arvak.
Glenr er også et alternativt navn for Glær, en af hestene listet blandt dem som rides af Aserne, ifølge Gylfaginning.